# Cristos din Abis

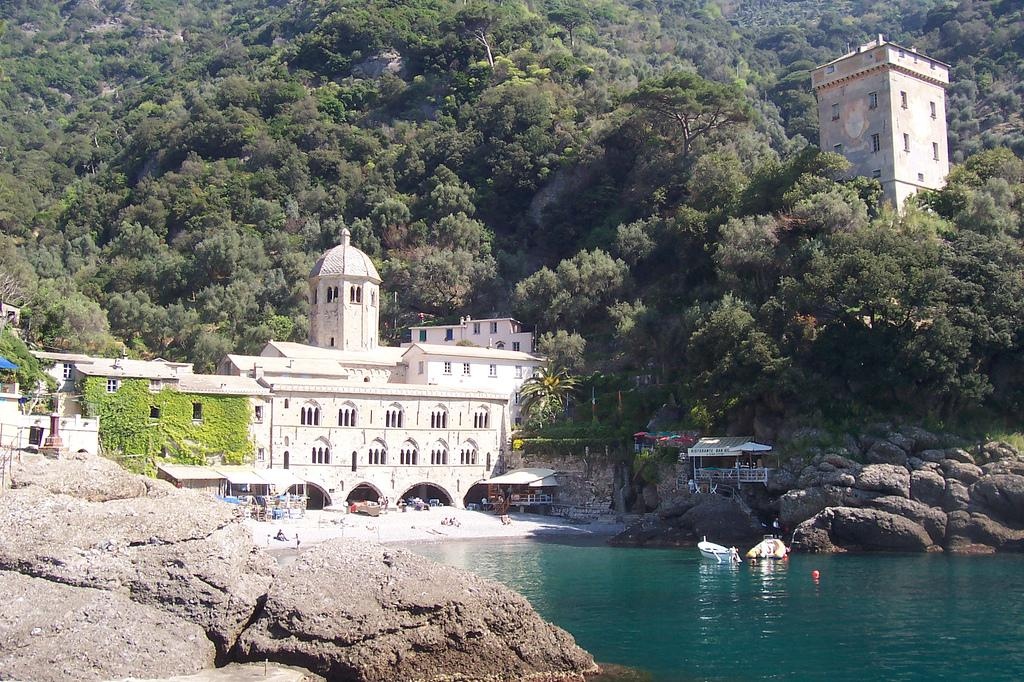
Abația și golful San Fruttuoso

Cristos din Abis (în italiană Il Cristo degli Abissi) este o statuie subacvatică, reprezentându-l pe Isus din Nazaret. Statuia a fost amplasată în locul unde în 1947 a decedat în timpul unei scufundări, Darius Gonzatti, prieten cu Jacques-Yves Cousteau, primul scafandru italian care a folosit aparat autonom de respirat sub apă.
Statuia din bronz a fost realizată de artistul Guido Galleti în 1954 după o idee a italianului Duilio Marcante, are 2,5 m înălțime, cântărește 260 kg și îl întruchipează pe Isus, cu brațele întinse privind spre suprafața apei.
Statuia Il Cristo degli Abissi este situată în Marea Mediterană, la adâncimea de 24 de metri, în apropiere de localitatea Portofino, Liguria.
Există o copie a statuii, în marime naturală, în interiorul abației San Fruttuoso, lângă Portofino.
În fiecare an, în ultima duminică din iulie, are loc o ceremonie în memoria tuturor celor care și-au pierdut viața în apă. Ceremonia religioasă se ține pe țărm, noaptea, iar scafandrii coboară în mare la Hristos și Îi pun pe cap o cunună de lauri.
Alte statui subacvatice reprezentându-l pe Hristos, se află în largul insulei Grenada din Marea Caraibelor (amplasată în 1961) și Key Largo, Florida (din 1965).